# Rivière Mistassibi
Ne doit pas être confondu avec Rivière Mistassini.
La rivière Mistassibi est un affluent de la rivière Mistassini, au Nord du lac Saint-Jean, traversant successivement les territoires non organisés de Passes-Dangereuses et Rivière-Mistassini, ainsi que les municipalités de Saint-Stanislas (Maria-Chapdelaine), Sainte-Jeanne-d'Arc (Maria-Chapdelaine), et la ville de Dolbeau-Mistassini, dans la municipalité régionale de comté de Maria-Chapdelaine, dans la région administrative du Saguenay–Lac-Saint-Jean, dans la Province de Québec, au Canada.
La foresterie constitue la principale activité économique du secteur ; les activités récréotouristiques, en second.
Le chemin Alliance dessert la partie inférieure de cette vallée jusqu'au ruisseau Malfait. En continuité du côté Nord, la route forestière R0255 longe la rive Ouest de la partie supérieure de la rivière Mistassibi jusqu'au milieu du territoire de la réserve aquatique projetée du Lac au Foin. Plusieurs autres routes forestières desservent cette vallée, surtout pour les besoins de la foresterie et des activités récréotouristiques,,.
La surface de la rivière Mistassibi est habituellement gelée de la fin novembre au début avril, toutefois la circulation sécuritaire sur la glace se fait généralement de la mi-décembre à la fin mars.

## Géographie
D'une longueur de 293,2 km, la Mistassibi coule vers le sud, à l'instar de la rivière Mistassini qui, aux dires des Amérindiens, n'était pas plus considérable que la Mistassibi. Elle crée sur son passage le lac au Foin, reçoit plusieurs cours d'eau, entre autres les rivières aux Oiseaux, du Dépôt et Mistassibi Nord-Est, et termine sa course dans la rivière Mistassini, précisément à Mistassini.
Les versants hydrographique voisins de la rivière Mistassibi sont :
- côté Nord : lac Machisque, lac Dubray, lac Palairet, lac Gazeau ;
- côté Est : petite rivière Péribonka, rivière Doucet, rivière Brûle-Neige, rivière Alex, rivière Mistassibi Nord-Est ;
- côté Sud : rivière Mistassini, lac Saint-Jean ;
- côté Ouest : rivière aux Rats, rivière Mistassini, rivière Bureau, rivière Nepton, Grand lac Jourdain, rivière Samaqua.

La rivière Mistassibi prend sa source d'un lac non identifié entre le lac Témiscamie et le lac Dubray
À partir de sa source, la rivière Mistassibi descend sur environ 317 km vers le sud, en zones forestières sauf dans le segment en aval de la rivière du Dépôt, selon les segments suivants :
Cours supérieur de la rivière Mistassibi (segment de 83,5 km)
- 32,8 km vers le Sud en déviant à mi-segment vers l'Ouest, et en passant du côté Ouest d'une montagne dont le sommet atteint 683 m, jusqu'à la décharge (venant de l'Ouest) du lac de la Souris ;
- 28,0 km vers le Sud jusqu'à la confluence de la rivière Daniel (venant du Nord-Ouest) ;
- 22,7 km vers le Sud jusqu'à la limite Nord de la réserve aquatique projetée du Lac au Foin ;

Cours intermédiaire de la rivière Mistassibi (segment de 110,5 km)
- 40,8 km (ou 29,4 km en ligne directe) vers le Sud-Est en serpentant dans la Réserve aquatique projetée du Lac au Foin, jusqu'à la limite Nord du lac au Foin ;
- 26,7 km vers le Sud-Est en traversant sur 18,1 km le lac au Foin (longueur : 19,5 km ; altitude : 310 m) dans le territoire de la réserve aquatique, jusqu'à un coude de rivière ;
- 26,5 km vers le Sud en formant une courbe vers l'Est et en recueillant la décharge (venant de l'Est) du lac Coguenne, jusqu'à la confluence de la rivière Bureau (venant de l'Ouest) ;
- 16,5 km vers le Sud-Ouest jusqu'à la confluence de la rivière Mistassibi Nord-Est (venant du Nord)

Cours inférieur de la rivière Mistassibi (segment de 99,2 km)
- 15,2 km vers le Sud en recueillant les eaux de la rivière Brûle-Neige (venant de l'Est), puis en contournant l'île aux Perdrix (longueur : 1,6 km) en fin de segment jusqu'à la confluence de la rivière Connelly (venant du Sud) ;
- 18,9 km vers l'ouest en formant un grand W, en recueillant le ruisseau Malfait (venant du Sud) et la rivière aux Oiseaux (venant du Nord), jusqu'au ruisseau Fall (venant du Nord) ;
- 15,5 km vers le Sud-Ouest, jusqu'à la décharge (venant du Nord-Ouest) du lac des Poissons Blancs ;
- 12,3 km vers le Sud-Est, jusqu'à la confluence de la rivière Perron (venant du Nord-Est) ;
- 10,9 km vers le Sud, jusqu'à la confluence de la rivière du Dépôt (venant de l'Est) ;
- 26,4 km d'abord vers l'Ouest en recueillant la décharge du lac Éden (venant du Nord), la décharge du lac Besson (venant du Nord) ; puis vers le Sud, en recueillant le ruisseau Larouche (venant du Nord-Ouest), en recueillant la Petite rivière Rousseau (venant du Nord) et en traversant les chutes : à Paquet, Bouchard, Otis et une 3e chute non identifiée, en formant vers l'Ouest ainsi que passant sous le pont de la route 169 jusqu'à son embouchure[3].

La rivière Mistassini se déverse au début d'une courbe de rivière sur la rive Nord de la rivière Mistassini, soit au cœur de la ville de Dolbeau-Mistassini.
À partir de l’embouchure de la rivière Mistassibi, le courant descend sur 22,7 km le cours de la rivière Mistassini vers le Sud-Ouest. À l’embouchure de cette dernière, le courant traverse le lac Saint-Jean sur 42,7 km vers l’Est, puis emprunte le cours de la rivière Saguenay vers l’Est sur 155 km jusqu'à la hauteur de Tadoussac où il conflue avec le fleuve Saint-Laurent.

## Toponymie
Le terme Innu-aimun Mistassibi, signifiant grande rivière, désigne un important cours d'eau qui naît dans une région de lacs innommés, à une cinquantaine de kilomètres à l'est de la baie du Canso du lac Albanel, voisin oriental du lac Mistassini.
La société Minashtuk inc. y opère depuis 2000 une centrale hydroélectrique d'une puissance de 12 mégawatts.
Le toponyme « Rivière Mistassibi » a été officialisé le 5 décembre 1968 à la Banque des noms de lieux de la Commission de toponymie du Québec.